# Moonbin
Moon Bin (em coreano: 문빈; Cheongju, 26 de janeiro de 1998 – Seul, 19 de abril de 2023), conhecido profissionalmente como Moonbin, foi um cantor, dançarino, ator e modelo sul-coreano sob o selo  da Fantagio. Ele era membro do boy group sul-coreano Astro e da subunidade Moonbin & Sanha.

## Biografia
Moon Bin nasceu no dia 26 de janeiro de 1998 em Cheongju, província de Chungbuk, na Coreia do Sul. Ele era o mais velho de dois filhos, com uma irmã mais nova, Moon Sua, que veio a se tornar artista também. Ela foi trainee da YG Entetrainment e foi finalista da competição de rap Unpretty Rapstar 2. Atualmente, Moonsua é rapper principal e vocalista líder do grupo feminino de kpop, Billlie.
Bin começou sua carreira como modelo infantil aos seis anos, estreou videoclipes desde muito cedo e aos onze anos estava interpretando seu primeiro personagem em um drama coreano. Ele frequentou e se graduou pela Hanlim Multi Art School, com especialização em prática musical e artes cênicas.
Frequentou a Hanlim Multi Art School, uma instituição de ensino de elite na Coreia do Sul que tem foco em música prática e artes cênicas. A escola é conhecida por ter formado muitos artistas famosos do K-pop, incluindo membros do próprio ASTRO, além de outras k-groups como BTS e SEVENTEEN.

## Carreira

### 2006–15: Pré-estreia
Sob a influência de sua mãe, Moon Bin estreou como modelo infantil e ulzzang em 2004. Sua primeira aparição conhecida foi em 2006, onde apareceu no videoclipe do TVXQ para a música "Balloons", retratando um mini U-Know Yunho.
Em 2009, ele teve seu primeiro papel de ator no drama coreano Boys Over Flowers, onde interpretou a versão mais jovem do personagem de Kim Bum.
Moon Bin era um trainee de Fantagio desde que ele estava na quinta série, tornando-se um trainee completo em seus anos de ensino médio. Ele participou do projeto de grupo de meninos da empresa, iTeen, e foi o segundo trainee a ser apresentado com o Fantagio iTeen Photo Test Cut.
Antes de fazer sua estréia com Astro, Moon Bin junto com o resto do grupo estrelou um drama na web, intitulado To Be Continued.

### 2016–19: Estreia com Astro, atividades solo e hiato
Moon Bin estreou como parte do grupo masculino de seis membros Astro em 23 de fevereiro de 2016. Seu primeiro extended play, Spring Up, continha cinco canções; incluindo o primeiro single "Hide & Seek".
Em 7 de setembro de 2018, Moon Bin foi anunciado para fazer parte da The Ultimate Watchlist of Latest Trends para as duas primeiras temporadas.
Em 17 de janeiro de 2019, Moon Bin foi confirmado para ter sido escalado para Moments of Eighteen, onde interpretou o personagem de Jung Oh-je.
Em 12 de novembro de 2019, Fantagio relatou que, por motivos de saúde, Moon Bin estaria ausente de suas próximas promoções para o lançamento do EP "Blue Flame".

### 2020–23: Retorno do hiato e estreia de unit
Em 14 de fevereiro de 2020, Moon Bin apareceu em uma transmissão do VLive com os outros membros do Astro, encerrando seu hiato.
Em 4 de março de 2020, Moon Bin junto com seu colega de banda Yoon San-ha e Kangmin de Verivery foram anunciados para serem os novos apresentadores do show de música coreano Show Champion. Em 12 de março de 2020, ele foi confirmado para interpretar o papel principal no web-drama The Mermaid Prince, um papel que ele respondeu em uma segunda temporada.
Em 26 de maio de 2020, Moon Bin se juntou ao programa de culinária ecológica Food Avengers.
Em setembro de 2020, Moon Bin foi anunciado como um dos modelos do Nerdy Cafe. Em 14 de setembro de 2020, Moon Bin e seu companheiro de banda Yoon San-ha estrearam como a sub-unit do Astro, "Moonbin & Sanha", com o lançamento de seu EP de estreia, In-Out, junto com seu single principal, "Bad Idea". A unit recebeu sua primeira vitória em show de música The Show oito dias depois., tornando-se a unit mais rápida a receber a primeira vitória.

## Morte
No dia 19 de abril de 2023, após não conseguir entrar em contato com Moonbin por telefone, seu empresário foi até a casa do artista e o encontrou desacordado por volta das 20h10. Preocupado com a situação, o empresário chamou a polícia imediatamente. Moonbin chegou ao hospital já sem sinais vitais e foi declarado morto logo em seguida. A Yonhap News publicou a seguinte declaração dada pela polícia de Gangnam-gu a qual estava responsável pela investigação da morte: "Parece que ele tirou a própria vida. Estamos discutindo a possibilidade de uma autópsia para determinar a causa precisa da morte".
No dia 20 de abril, a polícia de Gangnam-gu contou à CNN que "nenhum sinal de crime foi encontrado relacionado a este caso."
De acordo com uma nota oficial publicada pela Fantagio no dia 21 de abril, o enterro de Moonbin seria realizado no dia 22 de abril. O cortejo fúnebre e o local do sepultamento foram mantidos em sigilo a pedido de sua família.

## Discografia
| Título                                     | Ano                    | Posições de gráfico de pico | Vendas                 | Álbum                    |                        |
| Título                                     | Ano                    | KOR                         | Vendas                 | Álbum                    |                        |
| Como artista principal                     | Como artista principal | Como artista principal      | Como artista principal | Como artista principal   | Como artista principal |
| ------------------------------------------ | ---------------------- | --------------------------- | ---------------------- | ------------------------ | ---------------------- |
| "Let's go ride"                            | 2022                   | —                           | —                      | Drive to the Starry Road |                        |
| "Desire" (이끌려)                          | 2023                   | —                           | —                      | Incense                  |                        |
| Colaborações                               |                        |                             |                        |                          |                        |
| "Language Test" (com Weki Meki Ji Su-yeon) | 2018                   | —                           | —                      | FM2018_12Hz              |                        |

### Créditos do letrista
Todos os créditos estão listados na Korea Music Copyright Association, salvo indicação em contrário.
| Ano  | Título                    | Artista | Álbum                              |
| ---- | ------------------------- | ------- | ---------------------------------- |
| 2022 | Let's Go Ride             | Astro   | Drive to the Starry Road           |
| 2021 | Footprint                 | Astro   | Switch On                          |
| 2020 | One & Only One            | Astro   | One & Only One                     |
| 2019 | Merry Go Round            | Astro   | All Light                          |
| 2018 | Merry Go Round            | Astro   | Merry-Go-Round (Christmas Edition) |
| 2018 | By Your Side              | Astro   | Rise Up                            |
| 2017 | You and Me (Thanks Aroha) | Astro   | Winter Dream                       |

## Filmografia

### Séries de televisão
| Ano  | Título             | Papel            | Notas   | Ref.          |
| ---- | ------------------ | ---------------- | ------- | ------------- |
| 2009 | Boys Over Flowers  | Young So Yi-jung |         |               |
| 2014 | Forever Young      |                  | Camafeu |               |
| 2019 | Moment of Eighteen | Jung Oh-je       |         | [ 32 ] [ 33 ] |

### Websérie
| Ano  | Título                       | Papel         | Notas                      | Ref.                |
| ---- | ---------------------------- | ------------- | -------------------------- | ------------------- |
| 2015 | To be Continued              | Ele mesmo     |                            | [ 7 ]               |
| 2016 | My Romantic Some Recipe      |               | Aparição curta; episódio 6 | [carece de fontes?] |
| 2017 | Idol Fever                   |               | Aparição                   | [ 34 ]              |
| 2017 | Sweet Revenge                | Ele mesmo     | Aparição                   | [carece de fontes?] |
| 2019 | Soul Plate                   | Angel Muriel  |                            | [ 35 ]              |
| 2020 | The Mermaid Prince           | Woo Hyuk      | Lifetime Korea             |                     |
| 2020 | Mermaid Prince:the Beginning | Choi Woo Hyuk | Lifetime Korea             |                     |
| 2021 | No Going Back Romance        |               | Aparição                   | [ 36 ]              |
| 2021 | Find Me If You Can           |               | Aparição curta; episódio 6 |                     |

### Shows de televisão
| Ano       | Título                                 | Papel            | Notas                     | Ref.          |
| --------- | -------------------------------------- | ---------------- | ------------------------- | ------------- |
| 2018–2019 | The Ultimate Watchlist of Latest Trend | Membro do elenco | Temporada 1–2             | [ 37 ] [ 38 ] |
| 2020      | Food Avengers                          | Membro do elenco |                           | [ 39 ]        |
| 2020–2022 | Show Champion                          | Anfitrião        | com Yoon San-ha e Kangmin | [ 40 ]        |

### Web shows
| Ano       | Título                    | Papel            | Notas                                | Ref.   |
| --------- | ------------------------- | ---------------- | ------------------------------------ | ------ |
| 2021      | Insa Oppa                 | Elenco           |                                      | [ 41 ] |
| 2021–2022 | Saturday Night Live Korea | Membro do Elenco | Temporada 2                          | [ 42 ] |
| 2022      | Challenge                 | Anfitrião        | TikTok Stage On Air; com Yoon San-ha | [ 43 ] |

### Apresentador
| Ano  | Título                         | Notas           | Ref.   |
| ---- | ------------------------------ | --------------- | ------ |
| 2018 | Incheon K-Pop Concert          | com Kim Do-yeon | [ 44 ] |
| 2020 | Gangnam Festival K-Pop Concert | com Tiffany     | [ 45 ] |

## Prêmios e indicações
| Cerimônia de premiação      | Ano  | Categoria                      | Nomeado / Trabalho | Resultado | Ref.                |
| --------------------------- | ---- | ------------------------------ | ------------------ | --------- | ------------------- |
| APAN Music Awards           | 2020 | Entertainer of the Year – Male | Moonbin            | Indicado  | [ 46 ]              |
| Brand of the Year Awards    | 2020 | Male Actor Idol of the Year    | The Mermaid Prince | Indicado  | [carece de fontes?] |
| Seoul Webfest Film Festival | 2022 | Best Supporting Actor          | Find me if you can | Indicado  | [ 47 ] [ 48 ]       |